# Alex Campbell
Alexander Bradshaw Campbell, né le 1er décembre 1933 à Summerside, Île-du-Prince-Édouard, est un homme politique canadien, premier ministre de la province de l'Île-du-Prince-Édouard de 1966 à 1978.

## Biographie
Il est le fils de l'ancien premier ministre Thane Alexander Campbell et Cecilia L. Bradshaw. Il gagne un siège à l'Assemblée législative de l'Île-du-Prince-Édouard par une élection partielle en 1965 dans 5e Prince. La même année, il est élu comme chef du Parti libéral de l'Île-du-Prince-Édouard et, en 1966, conduit le parti au pouvoir en devenant, à l'âge de 32, un des plus jeunes premiers ministres élus au Canada. Il a également occupé le poste de attorney general de 1966 à 1969. 
Campbell a fréquenté l'Université Dalhousie, où il a obtenu un baccalauréat universitaire ès lettres et un diplôme en droit et, en 1959, il a passé l'examen au barreau de l'Île-du-Prince-Édouard. En 1971, il fut admis comme « Significant Sig » par la fraternité Sigma Chi, dont il est membre. Il vit maintenant à Stanley Bridge sur l'Île-du-Prince-Édouard.

### Carrière politique
Le gouvernement de Campbell a essayé de renforcer l'économie de la province et d'améliorer les conditions sociales en instaurant des programmes comme l'aide aux propriétaires et aux constructeurs de maisons. Son gouvernement a également réorganisé le système éducatif et créé le PEI Heritage Foundation.  Il a aussi créé le Land Development Corporation et la PEI Lending Authority pour aider à développer l'économie. Le gouvernement a également instauré des contrôles sur la propriété foncière des propriétaires absents. Il quitta la politique en 1978 pour siéger à la Cour Suprême de l'Île-du-Prince-Édouard (en).
Campbell reçut l'Ordre du Canada en 2013. 